# Deutsche Real Estate
Die Deutsche Real Estate ist eine börsennotierte Immobiliengesellschaft mit Sitz in Berlin. Zusammen mit ihren Tochtergesellschaften ist sie auf den Ankauf sowie das aktive Asset Management von Gewerbeimmobilien in Deutschland spezialisiert. Beherrschendes Unternehmen ist die Summit Real Estate Holdings Ltd., Haifa, Israel.

## Börse
Die 20.582.200 Aktien der Gesellschaft werden an der Frankfurter Börse unter den WKN 805502 gehandelt. Das Unternehmen ist im CDAX sowie im DIMAX notiert. 89,98 % der Aktien hält die Summit Group, 10,02 % der Aktien befinden sich im Streubesitz.

## Geschichte

Historisches Logo

1871 wurde die Geestemünder Bank AG in Bremerhaven gegründet. Ab 1986 übernahm die Vereins- und Westbank aus Hamburg 82 % des gesamten Aktienkapitals. Das gesamte Bankgeschäft wurde inklusive der Mitarbeiter 1997 an das Bankhaus Neelmeyer AG aus Bremen abgegeben. Es folgte eine Umbenennung der Gesellschaft in Geestemünder Verwaltungs- und Grundstücks Aktiengesellschaft (GVG). Auf der Hauptversammlung der GVG am 13. April 1999 wurde eine Umfirmierung in „Deutsche Real Estate AG“ beschlossen. Zum 31. Dezember 2024 bestand der Immobilienbesitz aus 26 Objekten mit einer Gesamtfläche von 299.314 m². Weiterhin werden 6 Objekte im Besitz der nahestehenden Summit-Gruppe verwaltet.